# Стивън Канел
Стивън Джоузеф Канел (на английски: Stephen Joseph Cannell) е американски телевизионен продуцент, сценарист, писател на трилъри, актьор и основател на компанията Stephen J. Cannell Productions.

## Биография
Стивън Канел е роден на 5 февруари 1941 г. в Лос Анджелис, Калифорния, САЩ, и израства в близката Пасадена с родителите си Каролин и Йосиф Канел (на френски „канела„). Баща му е собственик на верига мебелни магазини. Роден с дислексия, Канел се бори с нея в училище, като повтаря няколко класа, но иска да учи и да стане „писател“ според годишника на гимназията. С присъщата си упоритост завършва бакалавърска степен по журналистика в университета в Орегон през 1964 г., където се присъединява към братството „Сигма Чи“. Същата година на 6 август се жени за съпругата си Марша Финч. Заедно имат две дъщери, Тауни и Челси, и двама синове, Коди и Дерек. Трето поколение калифорниец той живее до 2009 г. в Пасадена, а през 2009 г. семейството се мести в Лос Анджелис.
Стивън Канел почива от усложнения на меланома на 30 септември 2010 г. в Пасадена.

### Телевизионер
След завършване на колежа Канел работи четири години, през деня в семейния бизнес за интериорен дизайн, а вечер пише разкази и сценарии. През 1968 г., продава първия си сценарий за „Takes a Thief“ (ABC, 1968-1970), и една история за „Мисия невъзможна“. Нает е от продуцента Джак Уеб за клона на телевизионна продукция на „Universal Studios“ и започва да работи по различни сериали („Ironside“ (NBC, 1967-1975), „Columbo“). Не след дълго става редактор на сценариите на полицейския сериал „Adam-12“ (NBC, 1968-1975), вкл. в целия му четвърти сезон (1971-1972). Оценката на работата му го амбицира и още преди навършване на 29-годишната си възраст той става един от най-младите изпълнителни продуценти на „Universal Studios“, работещ под ръководството на Рой Хъгинс („Маверик“, „77 Sunset Strip“, „Toma“ и „Беглецът“).
В „Universal“ Канел е един от ниско платените сценаристи, затова той се насочва усилията си към собствени телевизионни сценарии и по-добре заплатени пилотни проекти. Първият му проект е „Rockford Files“. С него той разчупва стереотипа на частните детективи и дава насока на много други произведения. Героят му Джим Рокфорд е свадлив и приема да разследва случаите, само ако те са трудни. С участието на актьора Джеймс Гарнър пилотната серия става хит и сериалът се снима от 1994 до 1999 г. Подхранван от успеха Канел създава и сериалите „Baretta“ (ABC, 1975-1978) с Робърт Блейк, „City of Angels“ (NBC, 1976) и „Baa Baa Black Sheep“ (NBC, 1976-78). Героите на Канел са нестандартни, обикновено еклектични самотници, а под маската на цинизма и остроумните им реплики тънко се прикрива находчивост и професионализъм.
След 12-годишна работа в „Universal Studios“ през 1979 г. Канел напуска и създава „Stephen J. Cannell Productions“. Това е рискован ход, но той има вяра в успеха и таланта си. Започва с полицейския сериал „Tenspeed and Brown Shoe“ (ABC, 1980), в който изгрява звездата Джеф Голблум. След две години големия успех идва със супер комедийния сериал „The Greatest American Hero“ (NBC, 1981-83) с участието на Уилям Кат, като „супергерой“, и Робърт Кулп, като наблюдаващ агент на ФБР. Сериала остава в историята и с музикалния си хит „Believe It or Not“ на композитора Майк Пост, дългогодишен сътрудник на Канел. Успехът на сериала е помрачен от нелепата смърт на 15-годишния му син Дерек загинал при срутване на пясъчен замък.
Следва още по-голям хит – „The A-Team“ (NBC, 1983-87), който става любим на по-младите зрители. В него група наемници от бившите специални части помагат на потиснатите. Успехът продължава с още популярни поредици – „Riptide“ (NBC, 1984-86), „Hunter“ (NBC, 1984-1991) с участието на футболната легенда Фред Драер, „Hardcastle and McCormick“ (ABC, 1983-86), „Stingray“ (NBC, 1986-87) и „Wiseguy“ (CBS, 1987-90), съвместно с Франк Лупо. „Wiseguy“ е от основните в кариерата на Кевин Спейси.
Продукцията на Канел продължава с младежкия „21 Jump Street“ (Fox, 1987-1991), с който на сцената излиза младият тогава Джони Деп, „The Commish“ (ABC, 1991-95) с Майкъл Чиклис, и „Profit“.
Седем години след създаването на компанията Канел формира „Cannell Studios“, което да контролира всички аспекти на дейността на организацията. Компанията му се развива стремително във всички области на ТВ производството – филми, минисериали, реклами, и др., има няколко телевизионни студия и станции. Студиото му във Ванкувър тогава е най-голямото в Канада. В един момент от кариерата си Канел е третият по големина продуцент в телевизията. Част от американската попкултура става и логото на компанията, в което падащ лист образува буквата „С“. Все още той (наследниците му) притежава повече от 1000 часа права на разпространение на телевизионни филми и сериали.
По телевизионните сериали „The A-Team“ (2010) и „21 Jump Street“ (2012) са направени игрални филми.
За всеки, който е израснал в гледане на телевизия през 1970-те, 80-те или 90-те години на миналия век, името Стивън Канел е синоним на вълнуващи детективски сериали, чието действие е свързано с ироничен хумор. По време на кариерата си в телевизията Канел е сценарист на повече от 450 епизода и продуцира повече от 1500 епизода.

### Писател
През 1995 г., в резултат на промяна на правата на разпространение на продукциите, Канел решава да измести фокуса си на работа. Продава компанията си за 30 млн.$ на „New World Communications“ и решава, че е време да последва мечтата си да стане писател.
През 1996 г. излиза романът „Храна за акули“ („The plan“), последван от още четири самостоятелни романа, като всичките са добре приети от критиката и стават бестселъри. В края на 2000 г. с романа „Непокорният“ („The Tin Collectors“) Канел въвежда своя нов герой – мъдрия детектив от Лосанджелиското полицейско управление Шейн Скъли, който следва инстинктите си и играе по собствените си правила, за да хване престъпниците. Романът има голям успех и Канел пише до смъртта си още 10 романа от тази серия.
Освен серията за детектив Скъли, Канел написва още два самостоятелни романа.

### Актьор
Канел никога не изоставя телевизията напълно. Участва в различни проекти като „Diagnosis Murder“ (CBS, 1993-2001), „CHiPs '99“ (TNT, 1998) и „Threshold“ (Syfy, 2007). Работи по продълженията на „Hunter“ – „Hunter: Return to Justice“ (NBC, 2002), „Hunter: Back in Force“ (NBC, 2003), и за кратко „Hunter“ (NBC, 2003).
Понякога Канел играе и роли във филмите, включително постоянна поддържаща роля като „Dutch“ Dixon в „Ренегат“. Участва и в епизод на „Silk Stalkings“. Когато му казват „Ти изглеждаш като писател по ТВ“, той им отговаря „Аз съм такъв през цялото време“. Участва като водещ в документалния сериал за митническите служби на САЩ през 1995-1996 г. В пилотните епизоди на първия и втория сезон на „Castle“ играе себе си. Заедно с Джеймс Патерсън, Денис Лихейн и Майкъл Конъли, той е един от приятелите по покер на Касъл. В третия му сезон мястото му е надписано и остава празно една година.
Канел е постоянен застъпник в борбата с дислексията и застъпник за деца и възрастни с ментални увреждания. През 2009 г. за документалния филм „Dislecksia: The Movie“ той дава интервю за това как той самият е успял в кариерата въпреки заболяването си. Въпреки навлизането на компютърната техника Канел продължава да пише само на пишещата си машина и използва компютър само за изследователски цели.

## Награди
- 1978 „Еми“ – за „Rockford Files“ и 4 номинации
- 1981 Writers Guild of America – за „Tenspeed and Brown Shoe“
- 1984 „Изборът на публиката“ – за „The A-Team“
- 1989 Casting Society of America – за цялостен принос
- 2004 Life Career
- 2005 Marlow Lifetime Achievement – за писател на криминални романи
- 2006 Writers Guild of America, Laurel – за телевизионен сценарист
- 2007 NATPE Brandon Tartikoff Legacy Award
- 2008 Final Draft Hall of Fame
- 2009 Caucus Producer of the Year
- „Едгар Алън По“ – 3 номинации

## Произведения

### Серия „Шейн Скъли“
1. The Tin Collectors (2001)
Непокорният, изд.: ИК „Бард“, София (2002), прев. Юлия Чернева
2. The Viking Funeral (2002)
3. Hollywood Tough (2003)
4. Vertical Coffin (2004)
5. Cold Hit (2005)
6. White Sister (2006)
7. Three Shirt Deal (2007)
8. On the Grind (2009)
9. The Pallbearers (2010)
10. The Prostitutes' Ball (2010)
11. Vigilante (2011)

### Самостоятелни романи
- The plan (1996)
Храна за акули, изд.: ИК „Бард“, София (1996), прев. Юлия Чернева
- Final victim (1997)
Последна жертва, изд. „Весела Люцканова“ (1997), прев. Милена Кардалева
- King Con (1998)
Мошеникът, изд.: ИК „Бард“, София (1998), прев. Юлия Чернева
- Riding the Snake (1999)
Да яхнеш змията, изд.: ИК „Бард“, София (1999), прев. Юлия Чернева
- The Devil's Workshop (2000)
Работилницата на Дявола, изд.: ИК „Бард“, София (2000), прев. Юлия Чернева
- Runaway Heart (2003)
- At First Sight (2008)

### Телевизионни сценарии
- 1970 Adam-12
- 1973 Chase
- 1973-74 Toma
- 1974-80 The Rockford Files
- 1976-78 Baa-Baa Blacksheep (The Blacksheep Squadron)
- 1978 Richie Brockleman, Private Eye
- 1979 The Duke
- 1980 Tenspeed and Brownshoe
- 1980 Stone
- 1981-83 The Greatest American Hero
- 1982 The Quest
- 1983-84 The Rousters
- 1983-86 Hardcastle and McCormick
- 1983-87 The A-Team
- 1984-86 Riptide
- 1984-91 Hunter
- 1986 The Last Precinct
- 1986-87 Stingray
- 1987-88 J.J. Starbuck
- 1987-90 21 Jump Street
- 1987-89 Wiseguy
- 1988 Sonny Spoon
- 1989 Unsub
- 1991 The Commish
- 1995 Marker
- 1996 Profit